# San Pedro Tenayac
San Pedro Tenayac är en småstad i kommunen Temascaltepec i delstaten Mexiko i Mexiko. Samhället hade 2 032 invånare vid folkräkningen 2020 och var då kommunens näst befolkningsrikaste ort. Jämfört med övriga samhällen i Temascaltepec är San Pedro Tenayac belägen på lågland.